# かにゃぴぃ
かにゃぴぃ（6月30日 - ）は、日本の漫画家、イラストレーター、キャラクターデザイナー。女性。埼玉県出身。

## 作品リスト

### 漫画
単行本
- 『おなぺこあくま』[2] （2014年12月25日発売[3]、ワニマガジン社〈ワニマガジンコミックススペシャル〉、ISBN 978-4-86269-347-1）

アンソロジー
- 『禁忌アンソロジー feroce』 （2012年10月25日発売[4]、KADOKAWA〈マジキューコミックス〉、ISBN 978-4-04728-523-1）
- 『公式コミックアンソロジー 凪のあすから』 （2014年2月27日発売[5]、KADOKAWA〈電撃コミックスNEXT〉、ISBN 978-4-04866-301-4）
- 『ラブライブ! コミックアンソロジー2』 （2014年6月27日発売[6]、KADOKAWA〈電撃コミックスEX〉、ISBN 978-4-04866-675-6）
- 『艦隊これくしょん -艦これ- 電撃コミックアンソロジー 佐世保鎮守府編5』 （2014年10月27日発売[7]、KADOKAWA〈電撃コミックスNEXT〉、ISBN 978-4-04866-917-7）
- 『アズールレーン コミックアラカルト』 （2018年10月25日発売[8]、オーバーラップ〈ガルドコミックス〉、ISBN 978-4-86554-409-1）
- 『原神 電撃コミックアンソロジー』 （2021年2月27日発売[9]、KADOKAWA〈電撃コミックスEX〉、ISBN 978-4-04913-724-8）

### トレーディングカードゲーム
- 『WIXOSS』 （カードイラスト、タカラトミー）

### ゲーム
- 『えろまんが!Hもマンガもステップアップ♪』 （2014年12月26日発売[10]、SD原画、CLOCKUP）
- 『英雄*戦姫WW』 （一部キャラクターデザイン、DMM GAMES）

### その他
- 『LORD of VERMILION IV』 （イラスト、スクウェア・エニックス）